# William Fox-Pitt
William Speed Lane Fox-Pitt (Londra, 2 gennaio 1969) è un cavaliere britannico, vincitore della medaglia d'argento alle Olimpiadi di Atene 2004 e Londra 2012 nel concorso completo a squadre e di bronzo a Pechino 2008 sempre nel concorso completo a squadre.

## Biografia
Oltre alle medaglie olimpiche vanta anche sei medaglie mondiali ed undici europee.

## Partecipazioni olimpiche
1. Atlanta 1996
2. Atene 2004
3. Pechino 2008
4. Londra 2012

## Palmarès
- Giochi olimpici

Atene 2004: argento nel completo a squadre.
Pechino 2008: bronzo nel completo a squadre.
Londra 2012: argento nel completo a squadre.
- Mondiali

2002 - Jerez de la Frontera: bronzo nel completo a squadre.
2006 - Aquisgrana: argento nel completo a squadre.
2010 - Lexington: oro nel completo a squadre e argento individuale.
2014 - Normandia: argento nel completo a squadre e bronzo individuale.
- Europei

1995 - Pratoni del Vivaro: oro nel completo a squadre.
1997 - Burghley: oro nel completo a squadre e argento individuale.
2001 - Pau: oro nel completo a squadre.
2003 - Punchestown: oro nel completo a squadre.
2005 - Woodstock, Blenheim Horse Trials: oro nel completo a squadre e argento individuale.
2009 - Fontainebleau: oro nel completo a squadre.
2011 - Luhmühlen: bronzo nel completo a squadre.
2013 - Malmö: bronzo individuale.
2015 - Blair Castle: argento nel completo a squadre.